# Алакарга
Алакарга́ (узб. Olaqargʻa/Олақарға) — посёлок городского типа в Яккабагском районе Кашкадарьинской области Республики Узбекистан.
Высота центра населённого пункта — около 620—630 м. Алакарга располагается между отходящими от Яккабагдарьи каналами Бешарык (протекает по южной окраине посёлка) и Правобережный (течёт с севера посёлка). Через северную часть посёлка проходит автодорога Р-84 (Яккабаг — Эски-Яккабаг). Территория смыкается с расположенным по другую сторону данной автодороги населённым пунктом Джаманата.
По состоянию на 1985 года население Алакарги составляло 1100 человек. Постановлением Кабинета министров Республики Узбекистан от 13 марта 2009 года присвоен статус посёлка городского типа. 